# Héctor Castro
Héctor Castro   (Montevideo, 29 de novembre de 1904 - Montevideo, 15 de setembre de 1960) fou un futbolista i entrenador de futbol uruguaià.

## Biografia
Quan només tenia 13 anys va perdre un braç accidentalment usant una serra elèctrica, d'aquí el sobrenom que se li atorgà, El manco (el manc).
Amb la selecció de l'Uruguai marcà dos gols al Mundial de 1930, un d'ells a la final que contribuí a la victòria de la selecció al campionat. A més guanyà la medalla d'or als Jocs Olímpics de 1928 d'Amsterdam i dues Copes Amèrica els anys 1926 i 1935.
Inicià la seva trajectòria de club amb només 17 any al modest CA Lito. El 1923/24 ingressà al Nacional, club amb el qual guanyà tres lligues del país (1924, 1933, 1934). Es retirà el 1936 al Nacional després d'una breu estada a l'Estudiantes de La Plata argentí. Posteriorment treballà d'entrenador amb el mateix Nacional, al qual feu guanyar 5 campionats més els anys 1940, 1941, 1942, 1943, i 1952.
Va morir el 1960 a l'edat de 55 anys.

## Palmarès
Com a jugador
- Copa del Món de futbol: 1930
- Jocs Olímpics: 1928
- Copa Amèrica de futbol: 1926, 1935
- Campionat uruguaià de futbol: 1924, 1933, 1934
- Copa Lipton: 1924, 1927, 1929
- Copa Newton: 1929, 1930

Com a entrenador
- Campionat uruguaià de futbol: 1940, 1941, 1942, 1943, 1952 (1939 com a assistent)
- Copa Ricardo Aldao: 1940, 1942